# La Folletière-Abenon
La Folletière-Abenon és un municipi francès situat al departament de Calvados i a la regió de Normandia. L'any 2007 tenia 154 habitants.

## Demografia

### Població
El 2007 la població de fet de La Folletière-Abenon era de 154 persones. Hi havia 48 famílies de les quals 4 eren unipersonals (4 homes vivint sols), 24 parelles sense fills, 16 parelles amb fills i 4 famílies monoparentals amb fills.
La població ha evolucionat segons el següent gràfic:
Habitants censats

### Habitatges
El 2007 hi havia 91 habitatges, 52 eren l'habitatge principal de la família, 36 eren segones residències i 3 estaven desocupats. Tots els 91 habitatges eren cases. Dels 52 habitatges principals, 43 estaven ocupats pels seus propietaris, 7 estaven llogats i ocupats pels llogaters i 2 estaven cedits a títol gratuït; 1 tenia dues cambres, 10 en tenien tres, 13 en tenien quatre i 28 en tenien cinc o més. 38 habitatges disposaven pel capbaix d'una plaça de pàrquing. A 25 habitatges hi havia un automòbil i a 26 n'hi havia dos o més.

### Piràmide de població
La piràmide de població per edats i sexe el 2009 era:
| Homes | Edats   | Dones |
| ----- | ------- | ----- |
| 0     | 95 o +  | 0     |
| 4     | 90 a 94 | 0     |
| 0     | 85 a 89 | 0     |
| 0     | 80 a 84 | 0     |
| 0     | 75 a 79 | 0     |
| 4     | 70 a 74 | 0     |
| 4     | 65 a 69 | 8     |
| 4     | 60 a 64 | 0     |
| 4     | 55 a 59 | 0     |
| 0     | 50 a 54 | 4     |
| 12    | 45 a 49 | 4     |
| 4     | 40 a 44 | 4     |
| 0     | 35 a 39 | 4     |
| 8     | 30 a 34 | 8     |
| 8     | 25 a 29 | 12    |
| 0     | 20 a 24 | 0     |
| 16    | 15 a 19 | 8     |
| 8     | 10 a 14 | 4     |
| 0     | 5 a 9   | 4     |
| 8     | 0 a 4   | 0     |

## Economia
El 2007 la població en edat de treballar era de 95 persones, 69 eren actives i 26 eren inactives. De les 69 persones actives 63 estaven ocupades (33 homes i 30 dones) i 6 estaven aturades (2 homes i 4 dones). De les 26 persones inactives 7 estaven jubilades, 7 estaven estudiant i 12 estaven classificades com a «altres inactius».

### Ingressos
El 2009 a La Folletière-Abenon hi havia 56 unitats fiscals que integraven 146 persones, la mediana anual d'ingressos fiscals per persona era de 16.077 €.

### Activitats econòmiques
Dels 7 establiments que hi havia el 2007, 1 era d'una empresa extractiva, 1 d'una empresa de construcció, 1 d'una empresa de comerç i reparació d'automòbils, 1 d'una empresa de transport, 1 d'una entitat de l'administració pública i 2 d'empreses classificades com a «altres activitats de serveis».
L'únic servei als particulars que hi havia el 2009 era un electricista.
L'any 2000 a La Folletière-Abenon hi havia 12 explotacions agrícoles que ocupaven un total de 535 hectàrees.

## Poblacions més properes
El següent diagrama mostra les poblacions més properes.